# سیاه‌مرغ بوته‌ای
سیاه‌مرغ بوته‌ای (نام علمی: Dives warczewiczi) گونه‌ای از پرندگان تیرهٔ سیاه‌پرگان (Icteridae) است.
در اکوادور و پرو یافت می‌شود و زیستگاه‌های طبیعی آن جنگل‌های جلگه‌ای نمناک گرمسیری یا نیمه‌گرمسیری و جنگل‌های پیشین به شدت دگرگون‌شده است.